# コフィー
『コフィー』（Coffy）は、脚本家であり映画監督のジャック・ヒルによる1973年制作の、ブラックスプロイテーションのアメリカ合衆国の映画作品である。アフリカ系アメリカ人である女性自警団員をパム・グリアが演じた。

## 概要
脚本･監督のヒルによると映画配給製作会社アメリカン・インターナショナル・ピクチャーズの会長ラリー・ゴードンが映画『クレオパトラ・ジョーンズ』(Cleopatra Jones)の権利をプロデューサーとの合意後に失ったところから、この企画は始まったという。直後にゴードンは、『クレオパトラ・ジョーンズ』に打ち勝つ米国黒人女性の復讐の映画をすぐに制作･配給するためにヒルに接触してきた。
『コフィー』は、当時まれなジャンルであった力強い女性主人公(有能な看護師)の描写に加え、大衆受けしない反薬物のメッセージを含んでいる点で有名である。この作品は1981年に『ラヴリィ・バット・デッドリィ』（Lovely But Deadly）としてオール白人のキャストでリメイクされた。

## 物語の概要
この映画でグリアは、麻薬の乱用によって中毒となった妹の仇討ちのため、ロサンゼルスの犯罪組織に対して独りで戦争を仕掛ける、昼は看護師、夜は自警団員の屈強な、表題のキャラクターであるコフィーを演じている。やがて彼女の警察官の友人であるカーターは殴打され昏睡状態となり、そして政治家で彼女の恋人だったハワードは犯罪者側へと寝返った。色仕掛けから暴力まで、彼女は持ち得る全ての手段を使って遂には登場するすべてのマフィア団員と悪徳警官とを葬り去る。

## サウンドトラック
1. "コフィー・イズ・ザ・カラー" (Coffy Is The Color) - 3:03
2. "プリシラズ・シーム" (Priscilla's Theme) - 3:58
3. "キング・ジョージ" (King George) - 3:00
4. "アラゴン" (Aragon) - 2:55
5. "コフィー・ソーナ" (Coffy Sauna) - 2:16
6. "キングス・ラスト・ライド" (King's Last Ride) - 1:10
7. "コフィー・ベイビィ" (Coffy Baby) - 2:26
8. "ブローリング・ブローズ" (Brawling Broads) - 2:46
9. "エスケイプ" (Escape) - 2:18
10. "シャイニング・シンボル" (Shining Symbol) - 3:53
11. "イグゾティック・ダンス" (Exotic Dance) - 3:18
12. "メイキング・ラヴ" (Making Love) - 2:49
13. "ヴィットローニズ・シーム – キング・イズ・デッド" (Vittroni's Theme - King Is Dead) - 2:03
14. "エンド・オブ・シュガーマン" (End Of Sugarman) - 1:05

## 参照
- List of American films of 1973
- List of women warriors in folklore, literature, and popular culture